# 마과회통
《마과회통》(麻科會通)은 다산 정약용이 1798년에 홍역의 병증과 치료법을 수록해 편찬한 의서이다.
원증편(原證篇)·인증편(因證篇)·변사편(辨似篇)·자이편(資異篇)·아속편(我俗篇)·오견편(吾見篇)·합제편(合劑篇) 등으로 구성되어있다.